# Platysenta hippia
Platysenta hippia är en fjärilsart som beskrevs av Druce 1889. Platysenta hippia ingår i släktet Platysenta och familjen nattflyn. Inga underarter finns listade i Catalogue of Life.